# Dolbinopsis grisea
Dolbinopsis grisea är en fjärilsart som beskrevs av George Francis Hampson 1892. Dolbinopsis grisea ingår i släktet Dolbinopsis och familjen svärmare. Inga underarter finns listade i Catalogue of Life.